# Киянченко, Николай Степанович
Николай Степанович Киянченко (22 сентября 1908, Обухов — 14 октября 1992, Киев) — Гвардии полковник Советской Армии, участник Великой Отечественной войны, Герой Советского Союза (1945).

## Биография
Николай Киянченко родился 22 сентября 1908 года в селе Обухов (ныне — город в Киевской области Украины). После окончания в 1930 году техникума связи Киянченко работал на Обуховском радиоузле. В том же году Киянченко был призван на службу в Рабоче-крестьянскую Красную Армию. Окончил школу младших командиров. Участвовал в боях на озере Хасан. В 1940 году Киянченко окончил Качинскую военную авиационную школу лётчиков. С июня 1941 года — на фронтах Великой Отечественной войны.
Проходил службу в должности командира эскадрильи 5-го гвардейского истребительного авиационного полка. К концу войны гвардии майор Николай Киянченко был штурманом 106-го гвардейского истребительного авиаполка 11-й гвардейской истребительной авиадивизии 2-й воздушной армии 1-го Украинского фронта. За время своего участия в боях он совершил 360 боевых вылетов, принял участие в 46 воздушных боях, сбив 13 вражеских самолётов лично и ещё 4 — в составе группы.
Указом Президиума Верховного Совета СССР от 27 июня 1945 года за «образцовое выполнение боевых заданий командования на фронте борьбы с немецкими захватчиками и проявленные при этом мужество и героизм» гвардии майор Николай Киянченко был удостоен высокого звания Героя Советского Союза с вручением ордена Ленина и медали «Золотая Звезда» за номером 7649.
После окончания войны Киянченко продолжил службу в Советской Армии. В 1953 году он окончил Высшие курсы усовершенствования офицерского состава. В 1958 году в звании полковника Киянченко был уволен в запас. Проживал в Киеве, до выхода на пенсию работал диспетчером отряда Гражданского воздушного флота. Скончался 14 октября 1992 года, похоронен в колумбарии Байкового кладбища Киева.
Почётный гражданин Обухова. Был награждён тремя орденами Ленина, тремя орденами Красного Знамени, двумя орденами Отечественной войны 1-й степени, двумя орденами Красной Звезды, рядом медалей.

## Награды
- Медаль «Золотая Звезда» (27.06.1945)[4]
- Орден Ленина (27.06.1945)[4]
- Орден Ленина (04.05.1942)[4]
- Орден Ленина (30.12.1956)[4]
- Орден Красного Знамени (25.10.1938)[4]
- Орден Красного Знамени (24.04.1945)[5]
- Орден Красного Знамени (15.11.1950)[4]
- Орден Красной Звезды (01.04.1942)[6]
- Орден Красной Звезды (06.11.1945)[4]
- Орден Отечественной войны I степени (14.04.1943)[4]
- Орден Отечественной войны I степени (06.04.1985)[7]
- Медаль За боевые заслуги (03.11.1944)[4]
- Медаль За оборону Ленинграда (23.05.1943)[8]
- Медаль За победу над Германией в Великой Отечественной войне 1941—1945 гг. (07.11.1945)[9]
- Медаль За взятие Берлина (09.06.1945)[4]
- Медаль За освобождение Праги (09.06.1945)[10]